# Pomacentrus nagasakiensis
Pomacentrus nagasakiensis là một loài cá biển thuộc chi Pomacentrus trong họ Cá thia. Loài này được mô tả lần đầu tiên vào năm 1917.

## Từ nguyên
Từ định danh được đặt theo tên gọi của tỉnh Nagasaki (Nhật Bản), nơi mà mẫu định danh của loài này mua được từ một chợ cá (–ensis: hậu tố biểu thị nơi chốn).

## Phạm vi phân bố và môi trường sống
Từ Maldives và Sri Lanka, phạm vi của P. nagasakiensis trải dài vùng biển các nước Đông Nam Á đến các đảo quốc thuộc Melanesia ở phía đông, giới hạn ở phía bắc đến vùng biển phía nam Nhật Bản và đảo Jeju (Hàn Quốc), xa hơn ở phía nam đến Úc. Tại Việt Nam, loài này được ghi nhận dọc theo vùng bờ biển Khánh Hòa–Ninh Thuận, cù lao Chàm và Côn Đảo.
P. nagasakiensis sống tập trung gần những rạn san hô viền bờ và trong các đầm phá, thường gần những cụm san hô mềm trên nền đáy cát ở độ sâu đến 60 m.

## Mô tả
Chiều dài lớn nhất được ghi nhận ở P. nagasakiensis là 11 cm. Cơ thể có màu nâu xám đến nâu sẫm; đốm đen lớn nổi bật bao quanh gốc vây ngực; chóp các tia gai vây lưng có màu đen. Cá con màu xanh lam thẫm với đốm đen lớn viền xanh óng.
Số gai ở vây lưng: 13; Số tia vây ở vây lưng: 15–16; Số gai ở vây hậu môn: 2; Số tia vây ở vây hậu môn: 15–16; Số gai ở vây bụng: 1; Số tia vây ở vây bụng: 5.

## Sinh thái học
Thức ăn của P. nagasakiensis bao gồm tảo và các loài động vật phù du. Chúng thường bơi thành những nhóm nhỏ. Cá đực có tập tính bảo vệ và chăm sóc trứng.